# ديوغو فونسيكا
ديوغو فونسيكا (بالبرتغالية: Diogo de Almeida Santos) هو لاعب كرة قدم برتغالي في مركز الهجوم، ولد في 11 ديسمبر 1984 في بونتا ديلغادا في البرتغال. شارك مع منتخب البرتغال تحت 20 سنة لكرة القدم ومنتخب البرتغال تحت 21 سنة لكرة القدم. أما مع النوادي، فقد لعب مع ريال مايوركا ب ونادي براشوف ونادي بوافيشتا ونادي تونديلا ونادي ديبورتيفو داس أيفيس ونادي سانتا كلارا ونادي غرناطة ونادي فيتوريا سيتوبال.

## وصلات خارجية
- ديوغو فونسيكا على موقع قاعدة بيانات كرة القدم.إي يو (الإنجليزية)
- ديوغو فونسيكا على موقع Soccerway.com (الإنجليزية)